# Хокей на зимових Олімпійських іграх 1928
Хокейний турнір на зимових Олімпійських іграх 1928 проходив з 11 лютого по 19 лютого 1928 року в місті Санкт-Моріц (Швейцарія). На попередньому етапі десять команд виступали у трьох групах. Переможці груп отримали право безпосередньо боротися за нагороди.
У рамках турніру проходили 3-й чемпіонат світу і 13-й чемпіонат Європи.

## Попередній етап

### Група А
| М | Команда         | І | Пер | Н | Пор | Ш    | О |
| - | --------------- | - | --- | - | --- | ---- | - |
| 1 | Велика Британія | 3 | 2   | 0 | 1   | 10:6 | 4 |
| 2 | Франція         | 3 | 2   | 0 | 1   | 6:5  | 4 |
| 3 | Бельгія         | 3 | 2   | 0 | 1   | 9:10 | 4 |
| 4 | Угорщина        | 3 | 0   | 0 | 3   | 2:6  | 0 |

Скорочення: М = підсумкове місце, І = ігри, Пер = перемоги, Н = нічиї, Пор = поразки, Ш = закинуті та пропущені шайби, О = набрані очки

### Результати матчів
| Дата       | Команда         | Рахунок | Команда         |
| ---------- | --------------- | ------- | --------------- |
| 11.02.1928 | Велика Британія | 7:3     | Бельгія         |
| 11.02.1928 | Франція         | 2:0     | Угорщина        |
| 12.02.1928 | Франція         | 3 : 2   | Велика Британія |
| 12.02.1928 | Бельгія         | 3 : 2   | Угорщина        |
| 13.02.1928 | Бельгія         | 3:1     | Франція         |
| 15.02.1928 | Велика Британія | 1 : 0   | Угорщина        |

### Група В
| М | Команда        | І | Пер | Н | Пор | Ш   | О |
| - | -------------- | - | --- | - | --- | --- | - |
| 1 | Швеція         | 2 | 1   | 1 | 0   | 5:2 | 3 |
| 2 | Чехословаччина | 2 | 1   | 0 | 1   | 3:5 | 2 |
| 3 | Польща         | 2 | 0   | 1 | 1   | 4:5 | 1 |

Скорочення: М = підсумкове місце, І = ігри, Пер = перемоги, Н = нічиї, Пор = поразки, Ш = закинуті та пропущені шайби, О = набрані очки

### Результати матчів
| Дата       | Команда        | Рахунок | Команда        |
| ---------- | -------------- | ------- | -------------- |
| 11.02.1928 | Швеція         | 3:0     | Чехословаччина |
| 12.02.1928 | Швеція         | 2:2     | Польща         |
| 13.02.1928 | Чехословаччина | 3 : 2   | Польща         |

### Група С
| М | Команда   | І | Пер | Н | Пор | Ш   | О |
| - | --------- | - | --- | - | --- | --- | - |
| 1 | Швейцарія | 2 | 1   | 1 | 0   | 5:4 | 3 |
| 2 | Австрія   | 2 | 0   | 2 | 0   | 4:4 | 2 |
| 3 | Німеччина | 2 | 0   | 1 | 1   | 0:1 | 1 |

Скорочення: М = підсумкове місце, І = ігри, Пер = перемоги, Н = нічиї, Пор = поразки, Ш = закинуті та пропущені шайби, О = набрані очки

### Результати матчів
| Дата       | Команда   | Рахунок | Команда   |
| ---------- | --------- | ------- | --------- |
| 11.02.1928 | Швейцарія | 4:4     | Австрія   |
| 11.02.1928 | Австрія   | 0:0     | Німеччина |
| 16.02.1928 | Швейцарія | 1:0     | Німеччина |

## Фінальний раунд

### Підсумкова таблиця

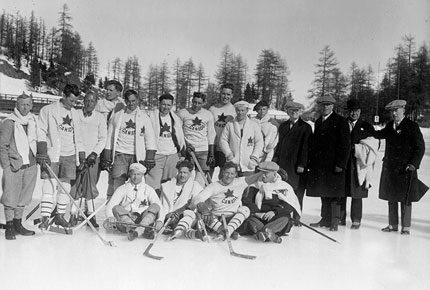
Олімпійські чемпіони збірна Канади

| М | Команда         | І | Пер | Н | Пор | Ш    | О |
| - | --------------- | - | --- | - | --- | ---- | - |
| 1 | Канада          | 3 | 3   | 0 | 0   | 38:0 | 6 |
| 2 | Швеція          | 3 | 2   | 0 | 1   | 7:12 | 4 |
| 3 | Швейцарія       | 3 | 1   | 0 | 2   | 4:17 | 2 |
| 4 | Велика Британія | 3 | 0   | 0 | 3   | 1:21 | 0 |

### Результати матчів
| Дата       | Команда   | Рахунок | Команда         |
| ---------- | --------- | ------- | --------------- |
| 17.02.1928 | Канада    | 11:0    | Швеція          |
| 17.02.1928 | Швейцарія | 4:0     | Велика Британія |
| 18.02.1928 | Канада    | 14:0    | Велика Британія |
| 18.02.1928 | Швейцарія | 0:4     | Швеція          |
| 19.02.1928 | Швеція    | 3:1     | Велика Британія |
| 19.02.1928 | Швейцарія | 0:13    | Канада          |

## Чемпіонат світу (призери)
| Медаль | Збірна    |
| Золото | Канада    |
| Срібло | Швеція    |
| Бронза | Швейцарія |

## Чемпіонат Європи (призери)
| Медаль | Збірна          |
| Золото | Швеція          |
| Срібло | Швейцарія       |
| Бронза | Велика Британія |